# Samragyee RL Shah
Samragyee Rajya Laxmi Shah (tiếng Nepal: सम ररररज रार जज sinh ngày 18 tháng 11 năm 1995) là một nữ diễn viên người Nepal. Shah là người nhận được một số giải thưởng, bao gồm một giải thưởng điện ảnh quốc gia và nhiều giải thưởng điện ảnh quốc gia NFDC.
Cô đã tham gia rất nhiều bộ phim của Nepal, A Mero Hajur 2 (2017), Intu Mintu Londonma (2018), và Rato Tika Nidharma (2019). Shah đã ra mắt với tư cách là một nữ diễn viên trong bộ phim truyền hình lãng mạn Dreams 2016, tiếp tục trở thành một thành công thương mại và giành được một số giải thưởng cho vai diễn của mình. Sau khi được chọn vào dự án đạo diễn của Ashok Sharma, Rato Tika Nidharma (2019) và được trả 16 nghìn lakhs (1.600.000) rupee Nepal (NPR), Shah là nữ diễn viên được trả lương cao nhất trong ngành công nghiệp điện ảnh Nepal. Cô cũng có liên quan đến hoàng gia Nepal.

## Tiểu sử
Shah sinh ngày 18 tháng 11 năm 1995 tại Birgunj, Nepal, đến Neha Rajya Laxmi Shah và Mahesh Bikram Shah. RL Shah có liên quan đến hoàng gia Nepal thông qua ông nội của cô là Pashupati Bikram Shah.